# Schöllhütte
Schöllhütte ist ein zur Gemeinde Althütte gehörender Weiler im baden-württembergischen Rems-Murr-Kreis. Der aus einer Glasmachersiedlung hervorgegangene Ort wird zur Region Stuttgart gezählt und liegt im Naturpark Schwäbisch-Fränkischer Wald. Schöllhütte war bis 1819 eine eigenständige Gemeinde.

## Geographische Lage
Der seit etwa 1970 mit Althütte baulich zusammengewachsene Weiler liegt auf einer rauen, gerodeten Hochebene westlich des Tals des Strümpfelbachs, einem Zulauf der Wieslauf. Umliegende Orte sind der Obere und der Mittlere Voggenhof im Osten, der Untere Voggenhof, die Nonnenmühle und die Nonnensägmühle im Südosten, Althütte im Süden, Waldenweiler im Nordwesten und Schlichenhöfle im Norden. 
Zur Altgemeinde Schöllhütte gehörte der Weiler Ebni (heute zu Kaisersbach), die Voggenhöfe, die Nonnenmühle und die Nonnensägmühle.  
Östlich von Schöllhütte befand sich die 1846 erbaute und 1968 abgerissene Kreuzsägmühle.

## Geschichte
Der Namensbestandteil -hütte weist wie bei Althütte auf eine längst abgegangene Glashütte hin. Bis ins Spätmittelalter blieb der überaus große Holzreichtum des Schwäbisch-Fränkischen Waldes weitgehend ungenutzt. Schlechte Transportwege und schwieriges Gelände standen einer wirtschaftlichen Nutzung oftmals im Weg. Daher bemühten sich weltliche und geistliche Grundherren um die Ansiedlung von Glashütten. Bei der Glasmacherei konnte das geschlagene Holz vor Ort verfeuert und musste nicht über lange Strecken transportiert werden. Allerdings waren die Glashütten sehr energieintensive Betriebe. Oft waren die Hütten nur wenige Jahrzehnte in Betrieb, da das Holz der Umgebung schnell aufgebraucht war. Häufig siedelten sich Hüttenarbeiter und Holzfäller mit ihren Familien um die Glashütten an. Schöllhütte ist aus so einer Siedlung hervorgegangen. Erstmals urkundlich erwähnt wurde Schöllhütte als Schellhut im Jahre 1459. Damit ist der Ort wesentlich jünger als die benachbarte Nonnenmühle, die bereits 1284 existierte. Weitere Namensvarianten sind Schellhitten (1528), Schellhüt (1555) und Schöllhütten (1629). In Andreas Kiesers Forstlagerbuch von 1686 heißt der Ort Schellhütten. Der Namensbestandteil Schöll ist ungeklärt. Nach Lutz Reichardt könnte Schell ein Personenname gewesen sein, denn oftmals wurden die Glashütten nach ihrem Gründer benannt, zum Beispiel die Bullmertshütte bei Kirchenkirnberg. Nach einer alten Sage könnte der Ortsname jedoch wegen einer kleinen Glocke (Schelle) entstanden sein, mit der die Einwohner zusammengerufen worden sein sollen, um ihre Felder gegen einbrechendes Wild zu verteidigen.
Die Forstwirtschaft spielte in Schöllhütte eine große Rolle. Neben den vielen Holzfällern gab es auch viele ärmere Bauern, die in Wintermonaten in mühsamer Heimarbeit, Dachschindeln, Rechen und Wäscheklammern schnitzten. Auch Korbmacherei, Besenbinderei und Weberei war verbreitet. Im Frühling zogen die Familienväter mit Handwagen los, um ihre Erzeugnisse auf den Märkten zu verkaufen. Wegen der weit verbreiteten Armut wurden Althütte und Schöllhütte spöttisch Klämmerlesgäu (Wäscheklammer-Gau) genannt.
Nach dem Zweiten Weltkrieg wurde Schöllhütte durch die neuen Wohngebiete Im Wolfgarten (1960), Kronfeld und Kugelhof (seit 1971) ständig Richtung Westen erweitert, sodass der Ort heute mit Althütte baulich zusammengewachsen ist.

### Einwohnerentwicklung
- 1808: 178[4]
- 1871: 162[5]

## Religion
Seit der Einführung der Reformation durch Herzog Ulrich von Württemberg ist Schöllhütte wie ganz Alt-Württemberg evangelisch-lutherisch geprägt. Katholiken wanderten erst nach den Vertreibungen des Zweiten Weltkriegs zu. Die Evangelischen Einwohner gehören zur 1853 eingerichteten Pfarrei Althütte. Zuvor gehörte Schöllhütte zur Pfarrei Rudersberg. Katholiken besuchen die Heilig-Geist-Kirche in Althütte, die zur Seelsorgeeinheit Weissacher Tal gehört.

## Politik
Schöllhütte gehörte wie die Nonnenmühle lange zum Amt Ebersberg. Zur Schöllhütte bildete mit dem Weiler Ebni, der heute zu Kaisersbach gehört, den Voggenhöfen und der Nonnenmühle eine Schultheißerei. Die Schultheißen waren oft angesehene und reiche Landwirte, die deshalb auch umgangssprachlich Bauraschultes (Bauern-Schultheiß) genannt wurden.

### Schultheißen
- 1808: Jakob Wurst[4]